# Čitalište

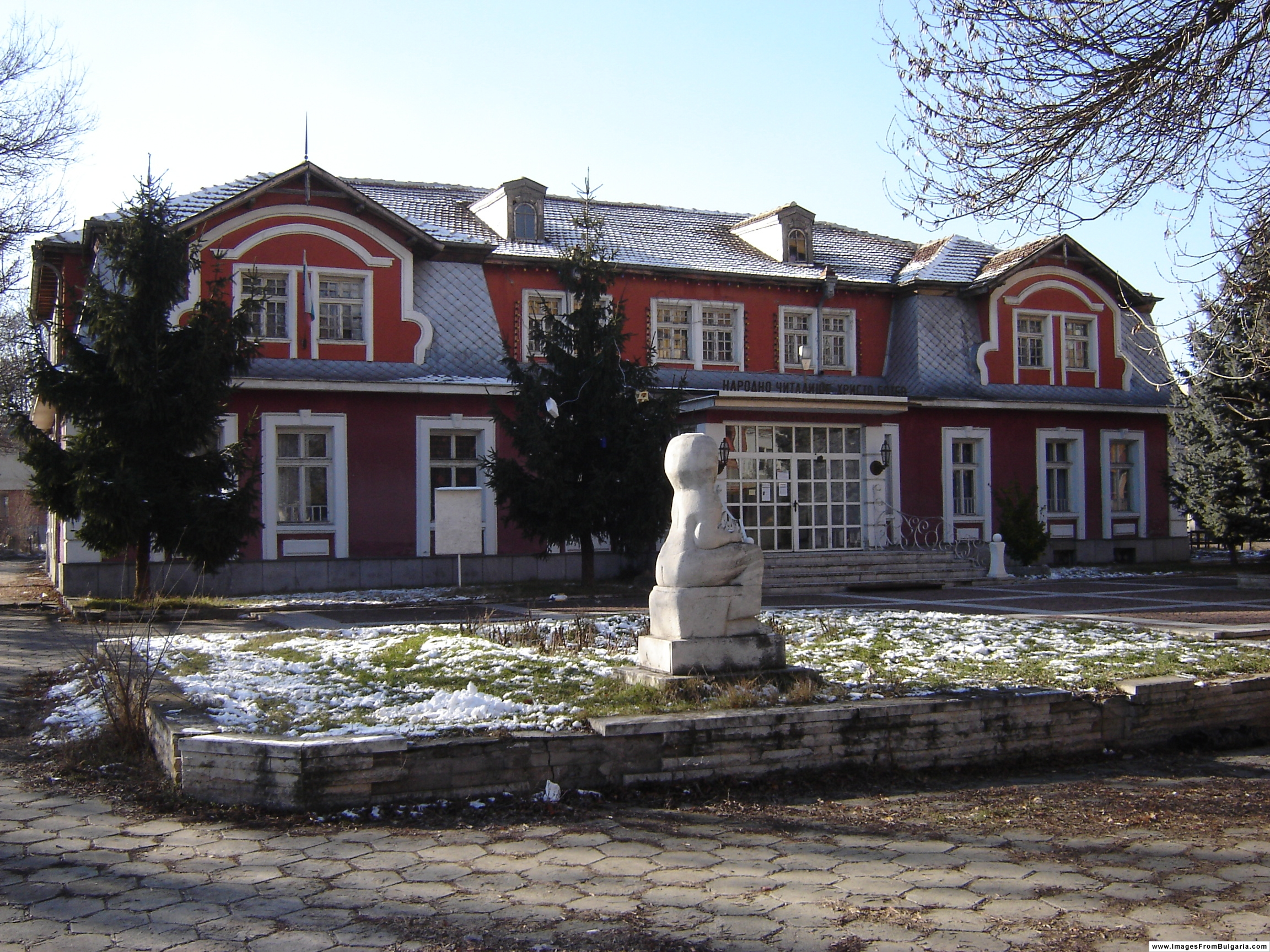
Čitalište ve městě Božurište v Bulharsku

Čitalište (bulharsky читалище, česky doslova čítárna) je bulharská kulturní instituce, s tradicí sahající až do obrozeneckých dob..
Jejich úkolem bylo v období poloviny 19. století šířit osvětovou činnost v bulharských zemích, které byly převážně negramotné. Čitalištěm se mohlo stát téměř jakékoliv místo, kde se nacházely nějaké knihy (ať už to byly pro tento účel zbudované domy, či pouhé místnosti v existujících budovách v různých malých sídlech). Ve větších městech plnily funkci kulturních center; plnily úlohu jak knihoven, tak divadel, nebo hudebních a jazykových škol.
Tehdejší bulharská společnost byla totiž do velké míry negramotná a nemohla si tak řadu nově vydávaných knih přečíst, což velmi rychle tehdejší obrozenci pochopili jako klíčový problém pro rozšíření vlastních idejí. První čitališta se objevila v roce 1856 ve městech Svištov, Lom a Šumen. Do vyhlášení autonomního Bulharska v roce 1878 jich bylo zřízeno více než sto.
Čitališta jsou specifická právě pro území dnešního Bulharska, ačkoliv podobná centra vznikala i v jiných regionech Balkánu, včetně například i Chorvatska, které bylo v celém regionu považováno za jednu z nejrozvinutějších zemí. V Bulharsku dnes tento název nesou současné instituce, které by bylo možné označit jako kulturní domy.